# Jad dziobaka

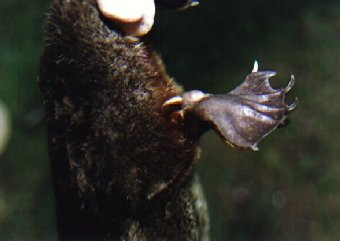
Ostroga jadowa na tylnej kończynie samca dziobaka

Jad dziobaka – toksyna zawierająca około 250 zidentyfikowanych związków chemicznych, wytwarzana przez dziobaki, które są jednym z niewielu gatunków jadowitych ssaków. Toksyna ta jest wytwarzana przez samce tego zwierzęcia, które posiadają na kończynach tylnych parę ostróg, którymi mogą wprowadzić tę substancję. Wywołuje ona silny ból, ale jest niegroźna dla życia człowieka.

## Ostrogi i gruczoły jadowe
W górnej części ud samców dziobaka znajdują się gruczoły pęcherzykowe nerkowatego kształtu, połączone cienkościennym przewodem wyprowadzającym z ostrogami na kości piętowej. Samice dziobaków, podobnie jak kolczatki, mają szczątkowe zawiązki ostróg nie rozwijające się w funkcjonalne narządy podobne do tych u samców, odpadające przed ukończeniem przez zwierzę roku życia. Ostroga jest połączona z niewielką kością tworząc staw, co pozwala na szerszy zakres ruchów, w zakresie kąta prostego. Ostroga zwykle leży płasko wzdłuż kończyny i jest podnoszona w razie zagrożenia.

## Jad

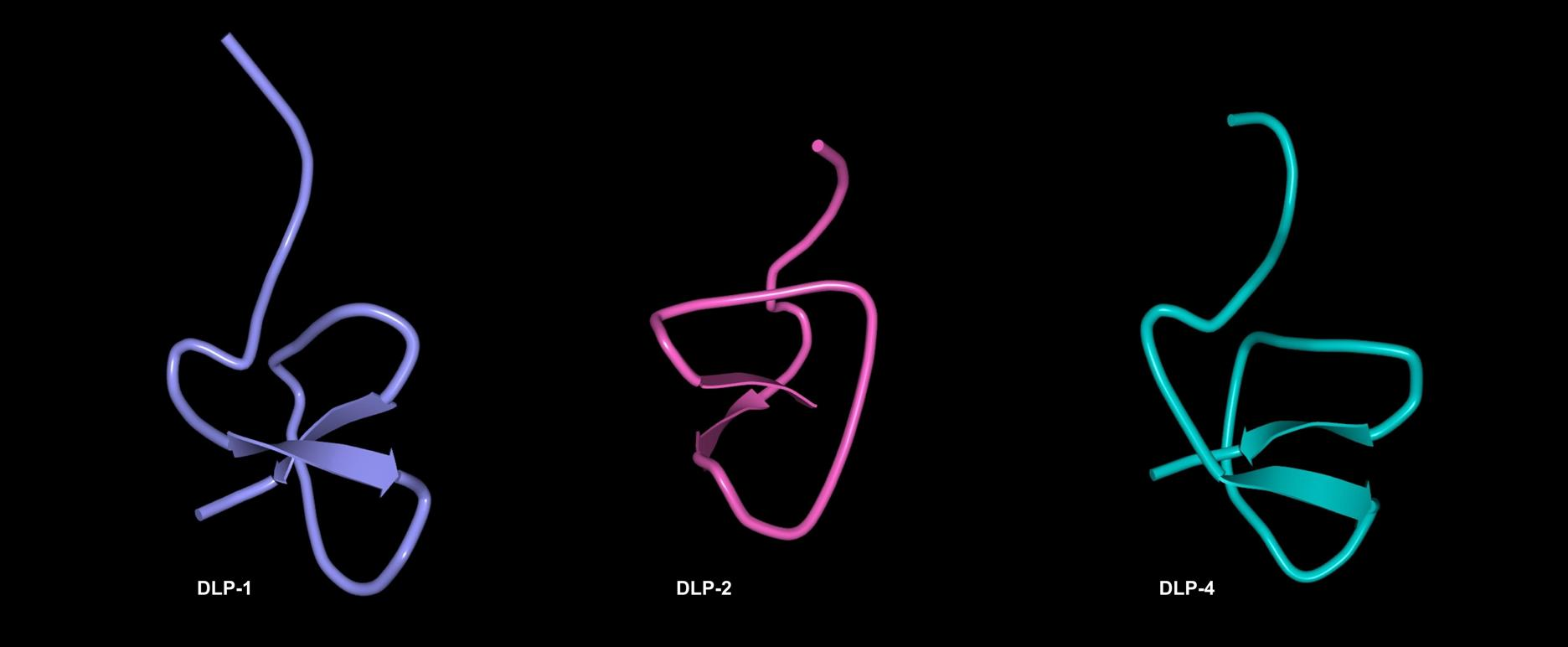
Porównanie modeli wstążkowych defensynopodobnych peptydów otrzymanych z jadu dziobaka: DLP-1, DLP-2 i DLP-4

Gruczoły dziobaka produkują jad, na który składa się około 250 zidentyfikowanych substancji, w tym cztery główne toksyny. Trzy z nich są peptydami defensynopodobnymi (DLP, defensin-like peptides) spotykanymi wyłącznie u tego gatunku. Różne substancje wchodzące w skład jadu odpowiadają za różne wywierane przez nie działania: ból, obniżenie ciśnienia tętniczego i zwiększone krwawienie z rany. Działania pobudzające krzepnięcie stwierdzano w warunkach laboratoryjnych u zwierząt, ale nie występowały one zawsze. Inaczej niż w przypadku jadu węży, jad dziobaka wydaje się nie wywoływać martwicy, chociaż obserwowano u ludzi zmniejszenie masy mięśniowej kończyny, co mogło być jednak spowodowane zmniejszeniem sprawności kończyny w związku z utrzymującymi się działaniami toksyn. Nie wiadomo, czy ból jest wtórny do obrzęku tkanek, czy też jad posiada komponent działający bezpośrednio na receptory bólowe.
Chociaż skład jadu dziobaka wywiera zasadniczo podobny zakres działań do jadu węży, jego funkcja wydaje się być inna niż u gadów; działanie nie zagraża życiu, niemniej jest wystarczająco silne, by osłabić i unieszkodliwić ofiarę. Jad nie jest używany w celu obezwładnienia lub zabicia ofiary, i chociaż używany jest w celu obronnym, produkują go wyłącznie samce. Ponieważ jego produkcja rośnie w okresie gniazdowania, przypuszcza się, że jego funkcją jest zaznaczanie dominacji i kontrola terytorium w tym okresie.

## Działanie na człowieka
Jad jest wystarczająco silny, by zabić mniejsze ssaki, ale nie zagraża życiu człowieka. Niemniej, wywołuje rozdzierający ból, który może być tak silny, że obezwładnia ofiarę. W pobliżu rany gwałtownie pojawia się obrzęk, stopniowo rozprzestrzeniający się na zewnątrz. Według opisów przypadków i anegdotycznych doniesień, ból przechodzi w długotrwałą przeczulicę, utrzymującą się od kilku dni do kilku tygodni, a niekiedy miesięcy. Według niektórych doniesień natężenie bólu szybko się zmniejsza, ale według opublikowanych badań klinicznych z 1992 roku ból miał stałe natężenie i nie odpowiadał na morfinę. Nie odnotowano w piśmiennictwie przypadków śmiertelnych.

## Zastosowanie
Ze względu na możliwe bezpośrednie działanie na receptory bólowe i obserwowaną oporność bólu na działanie morfiny składniki jadu dziobaka są badane jako potencjalne źródło środków przeciwbólowych, które mogłyby znaleźć zastosowanie w terapii bólu przewlekłego. Badano również hipotensyjne właściwości toksyn dziobaka z myślą o terapii nadciśnienia tętniczego.